# エーイオネウス
エーイオネウス（古希: Ἠιονεύς, Eioneus）は、ギリシア神話の人物である。長母音を省略してエイオネウスとも表記される。ラピテース族の王イクシーオーンと結婚した娘ディアーの父。ヒュギーヌスではデーイオネウス。

## 神話
アイスキュロスの現存しない悲劇『イクシーオーン』およびシケリアのディオドーロスが語る神話によると、エーイオネウスはディアーと結婚したイクシーオーンに殺されたという。最初、エーイオネウスはイクシーオーンがディアーに求婚したさい、多くの結納を贈るという言葉を信じて結婚を認めた。ところが、イクシーオーンは結婚しても約束の結納を払わなかった。そのためエーイオネウスはイクシーオーンの所有する馬群を差し押さえた。するとイクシーオーンは何でも要求を聞くと約束したうえでエーイオネウスを招き、落とし穴を掘って薪を投げ入れて火を燃やし、エーイオネウスはイクシーオーンの館にやって来てその穴に落ちて死んだ。

## その他の人物
- アイオロスの子マグネースの子[4][5]。オイノマオスの戦車競走に挑んで殺された[5]。
- プローテウスの子で、プリュギア王デュマースの父[6][7]。
- ギリシア人。トロイア戦争でヘクトールに討たれた[8]。
- トラーキア人。ホメーロスによるとトロイア戦争におけるトラーキアの武将レーソスの父[9]。
- トロイア人。レスケースによるとトロイア戦争でネオプトレモスに討たれた[10]。